# مراقب الفطر
مراقب الفطر هو موقع ويب من نوع قاعدة بيانات حيوية ومشروع مجتمعي ‏ أنشئ في 2006.

## وصلات خارجية
- الموقع الرسمي